# Synagris calida
Synagris calida (лат.) — вид одиночных ос рода Synagris (Eumeninae).

## Распространение
Афротропика: Ангола, Бенин, Гана, Камерун, Конго, Демократическая Республика Конго, Кения, Либерия, Нигерия, Сенегал, Сьерра-Леоне, Танзания, Того, Уганда, ЮАР. В 2019 году найден в Бурунди.

## Описание
Осы крупных размеров (около 2 см; до 35 мм, размах крыла до 50 мм). Основная окраска чёрная с жёлтыми или оранжево-красными отметинами на апикальных трёх тергитах. Характеризуются следующим сочетанием признаков: клипеус широко грушевидный, с широко усечённым и несколько закруглённым апикальным краем; его вершинная четверть заметно вдавлена; наличник, усики, мандибулы, части головы и передних ног более или менее ржаво-красные; 3 апикальных тергита брюшка и часть соответствующих стернитов оранжево-красные. У самцов средние бёдра нормальные, с выпуклой передней поверхностью; клипеус в ширину или заметно больше длины, его концевой отдел очень короткий и широко усечённый, апикальный край прямой или слабо синусированный, с резкими, несколько килеватыми боковыми краями, часто с узкой, вдавленной терминальной ламеллой; второй стернит брюшка иногда с преапикальными выступами. Нижнечелюстные щупики 3-члениковые, нижнегубные состоят из 3 сегментов (формула 3,3), метанотум с боковыми выступами, заднебоковые углы проподеума образованы в виде треугольных вдавленных долей, престигма в два-три раза длиннее птеростигмы.

## Систематика
Таксон Synagris calida был впервые выделен в 1758 году шведским натуралистом Карлом Линнеем под названием Vespa calida Linnaeus, 1758. Таксон включён в состав подрода Hypagris и трибы Odynerini (ранее в составе подрода Paragris). Филогенетический анализ признаков показал, что вид Synagris calida входит в состав клады сходных таксонов в следующей конфигурации (Synagris spiniventris + (Synagris analis (+ (Synagris mirabilis+Synagris calida))).
Подрод Hypagris de Saussure, 1855
- Synagris calida Linnaeus, 1758